# 光照寺 (桶川市)
光照寺（こうしょうじ）は、埼玉県桶川市にある真言宗智山派の寺院。

## 歴史
1450年（宝徳2年）頃、性円によって開山された。江戸時代中期に同市の知足院に墓所がある梵語学者の盛典がいたという記録が残されている。
当寺の現在の山号は「華林山」であるが、かつては「花林山」「花木山」「加納山」と称していたこともあった。
戦時中は学童疎開が行われ、久松国民学校（現・中央区立久松小学校）の児童を受け入れた。

## 文化財
- 光照寺コウヤマキ（埼玉県指定天然記念物 昭和18年3月31日指定）[2]

## 交通アクセス
- 路線バス加納停留所より徒歩13分。